# Saint-Jean-Trolimon
Saint-Jean-Trolimon (bret. Sant-Yann-Drolimon) – miejscowość i gmina we Francji, w regionie Bretania, w departamencie Finistère.
Według danych na rok 1990 gminę zamieszkiwało 727 osób, a gęstość zaludnienia wynosiła 50 osób/km² (wśród 1269 gmin Bretanii Saint-Jean-Trolimon plasuje się na 706. miejscu pod względem liczby ludności, natomiast pod względem powierzchni na miejscu 683.).